# Kanefusa
Kanefusa K.K. (jap. 兼房株式会社, Kanefusa kabushiki kaisha) ist ein bedeutender japanischer Werkzeughersteller.
Der Hauptsitz befindet sich in Ōguchi, in der Nähe von Nagoya.
Das Unternehmen wurde 1896 vom Meisterschmied Kankichi Kamiya mit dem Firmennamen Uchihamonoshi Kanefusa gegründet und 1937 von seinem Sohn Suzuo Watanabe zur Kapitalgesellschaft Kanefusa Hamono („Kanefusa Schneidwerkzeuge“) gemacht. Seit 1948 ist es eine Aktiengesellschaft.
Kanefusa beschäftigt über 1100 Mitarbeiter und unterhält international drei Produktionsstätten sowie mehrere Verkaufsbüros.
Das Unternehmen produziert hochwertige industrielle Schneidwerkzeuge, wie z. B. Kreissägeblätter, Papiermesser oder Fräser. Die Geschäftstätigkeit erstreckt sich auf die Holz-, Papier-, Metall- und Kunststoffindustrie.
Kanefusa hat in Japan einen Marktanteil von über 30 %. International fokussiert sich Kanefusa ausschließlich auf den Vertrieb von High-End Produkten wie z. B. Kaltkreissägeblättern, Papierschneidemessern, Furniermessern, Hobelmessern, Kreissägeblättern und Keilzinkenfräsern und gehört damit zu den Weltmarktführern.
Kanefusa ist an der Tokioter Börse notiert.